# Nikolai Rubinstein
Nikolai Grigórievitx Rubinstein, rus: Никола́й Григо́рьевич Рубинште́йн (Moscou, 2 de juny(jul.) / 14 de juny(greg.) de 1835-París, 11 de març(jul.) / 23 de març(greg.) de 1881) va ser un pianista i compositor rus. Era el germà més petit d'Anton Rubinstein i amic íntim de Piotr Ilitx Txaikovski.
Va nàixer de pares jueus a Moscou, on son pare acabava d'obrir una petita factoria. Va estudiar piano amb sa mare, i després amb Aleksandr Villoing, com el seu germà. En la dècada del 1840 ell i Anton van ser enviats a Berlín per sa mare, on van estudiar amb Siegfried Dehn i van atreure l'interès i el suport de Mendelssohn i Meyerbeer. Es va encarregar de la fundació del Conservatori de Moscou i el príncep Nikolai Petróvitx Trubetzkoi, que va ser inaugurat l'1 de setembre de 1866 — també en va ser el director. És considerat com un dels millors pianistes de la seua època, tot i que actualment la seua reputació ha quedat en un segon pla, darrere de la del seu germà. Tot i això, el seu estil pianístic era bastant diferent al del seu orgullós germà. Nikolai va optar més aviat per un contingut classicisme, més en la línia dels valors musicals de Clara Schumann que en la de l'atrevit romanticisme de Franz Liszt.
Mentre ocupava la direcció del Conservatori, on entre d'altres alumnes tingué a Ernst Jedlichka, Nikolai va persuadir Txaikovski que escriguera per a ell el cèlebre Concert per a piano núm. 1. D'acord amb la correspondència de Txaikovski, Rubinstein es va mostrar disgustat amb l'obra i va manifestar que només la interpretaria si Txaikovski la sotmetia a una revisió. Txaikovski s'hi va negar, i l'obra va ser estrenada per Hans von Bülow. No obstant això, Txaikovski va compondre el seu Trio amb piano en la menor a la memòria de Rubinstein, després de la mort d'aquest. Va tenir una gran munió de deixebles, entre ells destaca Emil von Sauer.
Nikolai Rubinstein també va dedicar-se a la composició. Entre les seues obres més populars cal esmentar la seua Tarantella en sol menor i la seua Fantasia sobre un tema de Schumann, ambdues per a piano sol.